# Danh sách lời xin lỗi của Giáo hoàng Gioan Phaolô II

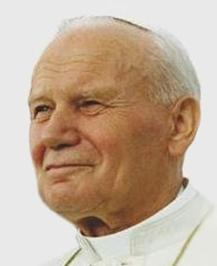
Giáo hoàng Gioan Phaolô II ngày 12 tháng 8 năm 1993 tại in Denver (Colorado)

Trong thời gian tại vị của mình, Giáo hoàng Gioan Phaolô II của Giáo hội Công giáo Rôma đã từng đưa ra những lời xin lỗi tới người Do Thái, phụ nữ, các nạn nhân của Tòa án dị giáo, và phần lớn những nạn nhân chịu những thiệt hại có liên quan đến hành động của Giáo hội trong lịch sử. Ngay trước khi ông trở thành Giáo hoàng, Gioan Phaolô II đã là một trong những người soạn thảo và ủng hộ việc ban hành Thư Hòa giải của các Giám mục Ba Lan gửi tới các Giám mục Đức vào năm 1965.
Sau khi trở thành Giáo hoàng, ông đã công khai xin lỗi hơn 100 lần về những hành động sai trái của Giáo hội Công giáo, trong đó bao gồm:
- Việc kết án nhà khoa học Ý Galileo Galilei (xin lỗi vào ngày 31 tháng 10 năm 1992).[2]
- Trong lá thư gửi phụ nữ năm 1995: "Phẩm giá của phụ nữ thường không được công nhận và các quyền ưu tiên của họ bị bóp méo; họ thường bị đẩy ra rìa xã hội và thậm chí bị biến thành nô lệ... Chắc chắn không phải là điều dễ dàng để quy trách nhiệm cho việc này, khi xem xét đến nhiều loại điều kiện văn hóa đã định hình cách suy nghĩ và hành động qua nhiều thế kỷ. Và nếu trách nhiệm khách quan, đặc biệt trong các bối cảnh lịch sử cụ thể, thuộc về không chỉ một vài thành viên của Giáo hội, thì vì điều này tôi thực sự xin lỗi."[3]
- Chủ nghĩa bài Do Thái của các Ki tô hữu có thể đã khiến việc Đức Quốc xã bách hại người Do Thái dễ dàng hơn.[2][4]
- Thảm sát người Tin Lành Pháp.[2]
- Thừa nhận sai lầm của Giáo hội trong việc xử tử Jan Hus (18 tháng 12 năm 1999 tại Praha). Giáo hoàng bày tỏ "nỗi buồn sâu sắc" về cái chết của Hus và ca ngợi "lòng can đảm đạo đức" của ông.[5]
- Ngày 12 tháng 3 năm 2000, trong bài giảng tại Thánh lễ Ngày Tha thứ, Giáo hoàng đã xin Chúa tha thứ, thú nhận và xin lỗi trước đám đông về những tội lỗi mà người Công giáo đã thực hiện trong lịch sử.[6] Tờ The Guardian xếp những tội lỗi đó thành 7 loại: tội chung; tội gây ra nhân danh chân lý; tội về sự hiệp nhất Kitô giáo; chống lại người Do Thái; thiếu tôn trọng tình yêu, hòa bình và văn hóa; tội về phẩm giá phụ nữ và các nhóm thiểu số; tội về nhân quyền.[2]
- Xin lỗi về việc cướp phá thành phố Constantinopolis năm 1204 trong cuộc Thập tự chinh thứ tư gây ra bởi những người Công giáo, vào ngày 4 tháng 5 năm 2001, trong buổi gặp với Công nghị Thánh của Chính thống giáo Hy Lạp tại Athens.[4] Trong diễn từ tới Tổng giám mục Christodoulos thành Athens, Giáo hoàng nói: "Thật bi thảm khi những kẻ tấn công, vốn lên đường để đảm bảo cho người Kitô hữu quyền tự do hành hương tới Đất Thánh, lại quay lưng chống lại chính những người anh em của mình trong đức tin. Việc họ là những Kitô hữu Latinh khiến người Công giáo tiếc nuối sâu sắc. Làm sao chúng ta có thể không nhận thấy ở đây mysterium iniquitatis [bí nhiệm của sự dữ] đang hoạt động trong trái tim con người?"[7]
- Ngày 20 tháng 11 năm 2001, Giáo hoàng đã gửi thư điện tử đầu tiên của mình, có nội dung xin lỗi về các tội của những giáo sĩ trong các vụ lạm dụng tình dục, và về thế hệ bị đánh cắp trong cộng đồng người bản địa ở Úc. Tháng trước đó, ông đã xin lỗi về những sai lầm của các nhà truyền giáo tại Trung Quốc trong quá khứ.[8]